# Майлз із майбутнього
«Майлз із майбутнього» (англ. Miles from Tomorrow) — американський дитячий анімаційний серіал CGI, створений Сашою Паладіно. Він транслювався у вигляді короткометражок з 19 по 23 січня до офіційної прем'єри 6 лютого 2015 року. Цей серіал заснований на діснеївському тематичному парку розваг «Tomorrowland».

## Сюжет
У 2500 році сім'я Каллісто, що складається з Майлза, його сестри Лоретти та їх батьків-вчених Фібі та Лео, працює на Управління транзиту майбутнього, щоб з'єднати всесвіт. Пізніше Майлз очолює команду під назвою «Mission Force One», яка складається з Лоретти та їхніх друзів, Гаруни, Блоджера та Мірандоса, оскільки вони продовжують свою місію зі з'єднання та захисту Управління транзиту майбутнього, одночасно справляючись із новою загрозою під назвою «Nemesystems».

## Ролі озвучували
Дубльовано студією «LeDoyen».
- Переклад Катерини Щепковської
- Режисерка дубляжу — Людмила Ардельян
- Музична редакторка — Тетяна Піроженко
- Диктор — Михайло Войчук

Ролі дублювали:
- Арсен Шавлюк — Майлз
- Вероніка Лук'яненко — Лоретта
- Людмила Ардельян — Фібі
- Володимир Паляниця — Лео
- Володимир Канівець — Мерк
- Олена Борозенець — Стелла
- Максим Кондратюк — Вотсон і Крік

А також: Дмитро Завадський, Олена Узлюк, В'ячеслав Дудко, Олег Александров та інші.